# Adidas Etrusco Unico

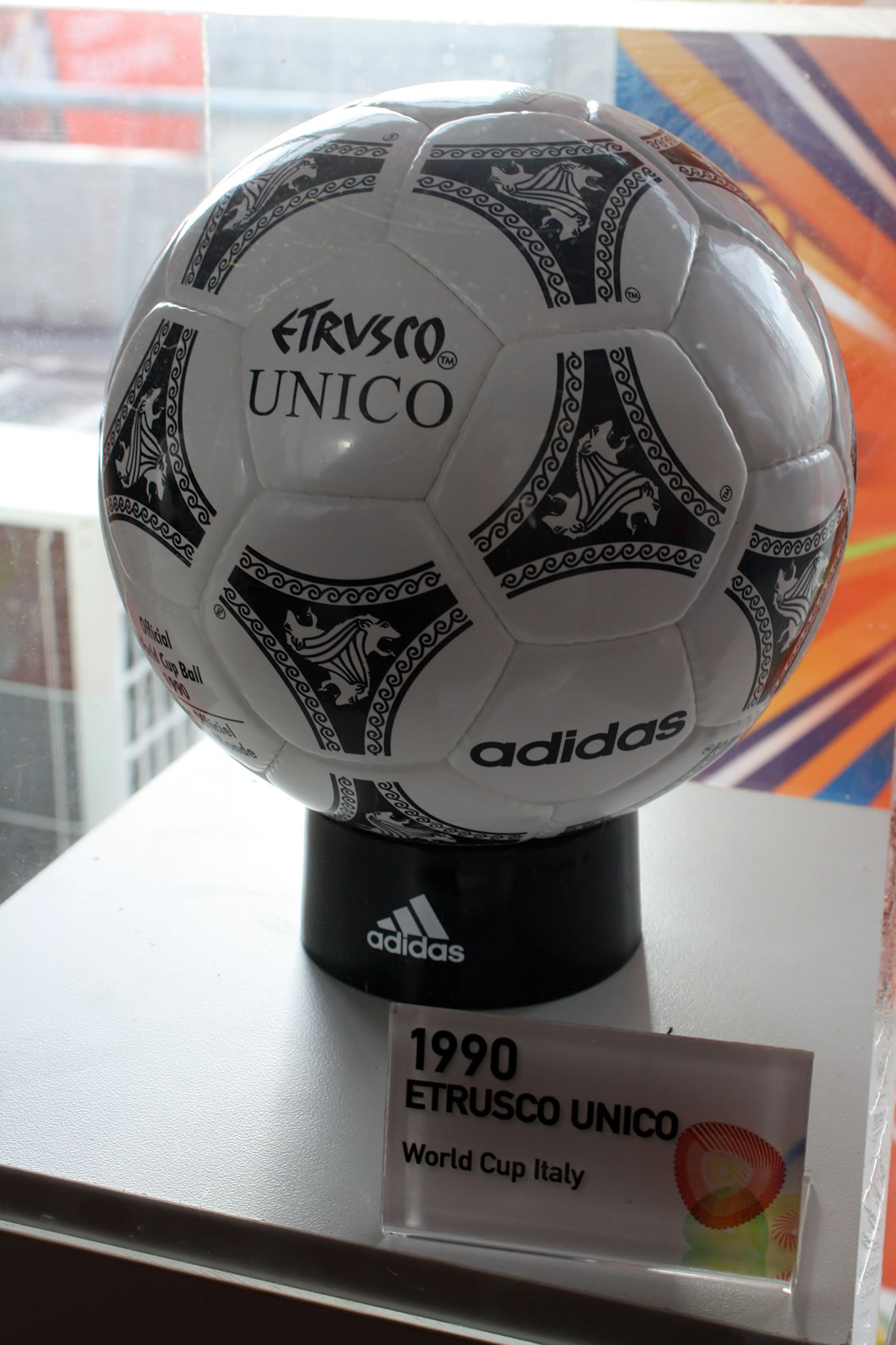
Adidas Etrusco Unico

Adidas Etrusco Único — модель футбольного м'яча, створена компанією Adidas до чемпіонату світу з футболу 1990 року, що проходив в Італії. Також використовувався на матчах чемпіонату Європи у Швеції та Олімпійських іграх 1992 року в іспанській Барселоні. Назва та дизайн м'яча були запозичені з культури етрусків, що проживали в І тис. до н. е. на території Апеннінського півострова.

## Опис
М'яч складається з 32 чорно-білих синтетичних панелей (20 шестикутних та 12 п'ятикутних), зшитих 18-метровою пластиковою ниткою. На кожному шестикутнику зображено чорну «тріаду», в яку було вписано білу фігуру, що складається з трьох голів етруських левів. Adidas Etrusco Único став першим м'ячем, внутрішній шар якого був виконаний із поліуретанової піни.

## Бутси

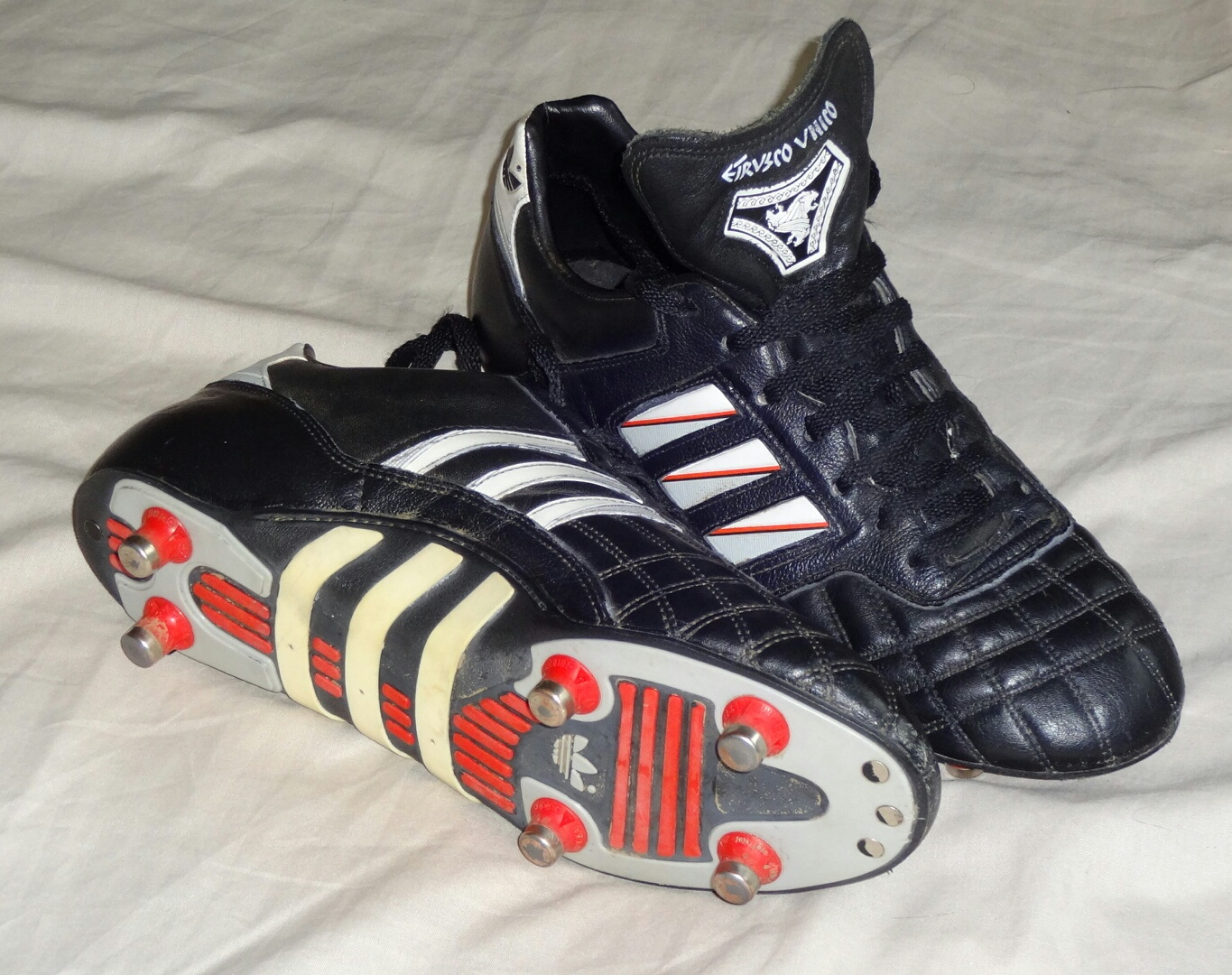
Бутси Adidas Etrusco Unico

За традицією Adidas випустив також футбольні бутси, дизайн яких був схожий на дизайн м'яча: вони також були виконані в чорно-білих кольорах, а на язичку була відтворена «тріада» з головами левів.